# Valerij Kučerov
Valerij Volodymyrovyč Kučerov (in ucraino Валерій Володимирович Кучеров?; Stachanov, 11 agosto 1993) è un calciatore ucraino, centrocampista del Veres Rivne.

## Carriera
Ha esordito in Prem"jer-liha il 19 luglio 2015 disputando con lo Stal' Dniprodzeržyns'k l'incontro perso 1-2 contro la Dinamo Kiev.

## Statistiche

### Presenze e reti nei club
Statistiche aggiornate al 3 ottobre 2021.
| Stagione                      | Squadra                       | Campionato                    | Campionato | Campionato | Coppe nazionali | Coppe nazionali | Coppe nazionali | Coppe continentali | Coppe continentali | Coppe continentali | Altre coppe | Altre coppe | Altre coppe | Totale | Totale |
| Stagione                      | Squadra                       | Comp                          | Pres       | Reti       | Comp            | Pres            | Reti            | Comp               | Pres               | Reti               | Comp        | Pres        | Reti        | Pres   | Reti   |
| ----------------------------- | ----------------------------- | ----------------------------- | ---------- | ---------- | --------------- | --------------- | --------------- | ------------------ | ------------------ | ------------------ | ----------- | ----------- | ----------- | ------ | ------ |
| gen.-giu. 2013                | Stal' Alčevs'k                | 1L                            | 1          | 0          | CU              | -               | -               |                    | -                  | -                  |             | -           | -           | 1      | 0      |
| 2013-2014                     | Stal' Dniprodzeržyns'k        | 2L                            | 13         | 1          | CU              | 0               | 0               |                    | -                  | -                  |             | -           | -           | 13     | 1      |
| 2014-2015                     | Stal' Dniprodzeržyns'k        | 1L                            | 28         | 1          | CU              | 3               | 0               |                    | -                  | -                  |             | -           | -           | 31     | 1      |
| 2015-2016                     | Stal' Dniprodzeržyns'k        | PL                            | 12         | 1          | CU              | 1               | 0               |                    | -                  | -                  |             | -           | -           | 13     | 1      |
| Totale Stal' Dniprodzeržyns'k | Totale Stal' Dniprodzeržyns'k | Totale Stal' Dniprodzeržyns'k | 53         | 3          |                 | 4               | 0               |                    | -                  | -                  |             | -           | -           | 57     | 3      |
| 2016-2017                     | Veres Rivne                   | 1L                            | 32         | 0          | CU              | 3               | 0               |                    | -                  | -                  |             | -           | -           | 35     | 0      |
| 2017-gen. 2018                | Veres Rivne                   | PL                            | 8          | 0          | CU              | 3               | 0               |                    | -                  | -                  |             | -           | -           | 11     | 0      |
| Totale Veres Rivne            | Totale Veres Rivne            | Totale Veres Rivne            | 40         | 0          |                 | 6               | 0               |                    | -                  | -                  |             | -           | -           | 46     | 0      |
| gen.-giu. 2018                | Arsenal Kiev                  | 1L                            | 1          | 0          | CU              | -               | -               |                    | -                  | -                  |             | -           | -           | 1      | 0      |
| 2018-feb. 2019                | Kaluš                         | 2L                            | 17         | 0          | CU              | 3               | 0               |                    | -                  | -                  |             | -           | -           | 20     | 0      |
| feb.-giu. 2019                | Veres Rivne                   | 2L                            | 9          | 0          | CU              | -               | -               |                    | -                  | -                  |             | -           | -           | 9      | 0      |
| 2019-2020                     | Veres Rivne                   | 2L                            | 19         | 1          | CU              | 2               | 0               |                    | -                  | -                  |             | -           | -           | 21     | 1      |
| 2020-2021                     | Veres Rivne                   | 1L                            | 27         | 1          | CU              | 5               | 0               |                    | -                  | -                  |             | -           | -           | 32     | 1      |
| 2021-2022                     | Veres Rivne                   | PL                            | 9          | 1          | CU              | 0               | 0               |                    | -                  | -                  |             | -           | -           | 9      | 1      |
| Totale Veres Rivne            | Totale Veres Rivne            | Totale Veres Rivne            | 64         | 3          |                 | 7               | 0               |                    | -                  | -                  |             | -           | -           | 71     | 3      |
| Totale carriera               | Totale carriera               | Totale carriera               | 186        | 6          |                 | 20              | 0               |                    | -                  | -                  |             | -           | -           | 206    | 6      |

## Palmarès

### Club

#### Competizioni nazionali
- Campionato ucraino di seconda divisione: 2

Arsenal Kiev: 2017-2018
Veres Rivne: 2020-2021